# Pandalus
Pandalus ist eine Garnelengattung aus der Familie der Tiefseegarnelen (Pandalidae). Sie umfasst etwa 40 Arten, die auf der Nordhalbkugel im Kontinentalschelf bis teilweise in die Tiefsee verbreitet sind. Ein charakteristisches Merkmal dieser bis zu 15 cm langen Garnelen ist ihr protandrischer Hermaphroditismus. Einige Arten, unter anderem die Eismeergarnele (Pandalus borealis), sind als Lebensmittel von wirtschaftlichem Interesse und werden befischt.

## Merkmale

### Adultus
Garnelen der Gattung Pandalus besitzen ein relativ langes Rostrum, das die Länge des Scaphoceriten erreicht oder übertrifft. Es ist mit rücken- und bauchseitigen Zähnen bewährt. Bei einigen Arten kann sich die rückenseitige Zahnreihe vom Rostrum bis etwa der Mitte des Carapax fortsetzen. Der Carapax besitzt seitlich hinter den Augen jeweils einen deutlichen Stachel sowie vorne bauchseitig zwei undeutliche kleine Dornen. Die sechs Somite des Abdomens tragen keinen median gelegenen Grat. Wie bei allen Caridea überlappen die Pleura des zweiten Somits die des ersten und dritten. Die Pleura des ersten bis dritten Somits sind rundlich, während die des vierten bis sechsten einen nach hinten gerichteten spitzen Zahn besitzen. Das Telson ist länger als das sechste Somit und hat an seiner Basis einen rückenseitig gelegenen Haarbüschel. Auf dem Telson verlaufen zwei Reihen von Dornen von vorne nach hinten.
Das Auge ist breiter als der Augenstiel. Das mittlere Segment des Stiels der Antennulen besitzt an seiner vorderen Kante kleine Zähnchen. Der Stylocerit ist eher kurz und normalerweise rundlich. Die Länge der Antennulen ist nicht länger als die doppelte Länge des Carapax. Das innere Flagellum der Antennulen ist länger als das äußere. Der Scaphocerit der Antennen ist relativ lang und schmal. Die Antennen sind meist länger als die Gesamtkörperlänge.
Der Palpus der Mandibel ist dreigliedrig, relativ breit und besitzt an seinem basalen Gelenk einen prominenten Fortsatz. Das erste Maxilliped hat ebenfalls einen dreigelenkigen Palpus, der Endopodit ist zwei-gelappt. Der Dactylus des zweiten Maxillipeds ist breiter als lang. Dem dritten Maxilliped fehlt der Exopodit. Das erste Schreitbein trägt winzige Chela, ist insgesamt relativ schlank und trägt eine Zähnchenreihe sowie verstreut kurze Haare. Das zweite Schreitbeinpaar ist ebenfalls chelat und deutlich ungleich, meist ist das linke Bein länger und schlanker als das rechte. Die drei weiteren Schreitbeinpaare sind meist stämmiger. Der Exopodit der Uropoden besitzt an seiner seitlichen Kante Spitzen.

### Larve
Die Larven schlüpfen als Zoea und entwickeln sich über mehrere Stadien zum Juvenilen, der morphologisch dem Adultus gleicht. Als Zoea besitzen sie bereits Komplexaugen, einen Carapax, das Telson sowie Schreitbeine und keine oder nur rudimentär vorliegende Pleopoden. Mithilfe der Exopoditen der Schreitbeine schwimmt die Larve. Am vierten und fünften Schreitbein befindet sich in allen Larvenstadien stets kein Exopodit. Nach meist vier Zoealarvenstadien wird die Larve eine Megalopa, wenn ihre Pleopoden funktional werden. Die Zahl der Häutungen sowie die der Larvenstadien variiert zwischen den Arten. So durchläuft etwa Pandalus borealis acht bis elf Larvenstadien, während von Pandalus latirostris nur deren zwei beschrieben sind.

## Verbreitung und Lebensraum
Arten von Pandalus sind im Nordatlantik und im Nordpazifik verbreitet. Im Pazifik reicht die Verbreitung von Niederkalifornien bei etwa 30 °N bis in das Beringmeer bei Alaska (65 °N), über die Tschuktschensee bei ca. 70 °N, die Kurilen und das Ochotskische- und Japanische Meer bis zur nordöstlichen Küste Taiwans im Ostchinesischen Meer bei etwa 25 °N. Im Westatlantik reicht die Verbreitung vom Golf von Maine bei etwa 44 °N bis zur Baffin Bay bei 65–70 °N. Über die Ostküste Grönlands reicht die Verbreitung in das Europäische Nordmeer und in die Barentssee bis etwa 82 °N. Die südliche Grenze des Verbreitungsgebiets liegt wohl im Golf von Biskaya bei etwa 45 °N.
Die vertikale Verbreitung variiert innerhalb der Gattung. Einige Arten sich ausschließlich im flachen Kontinentalschelf, zwischen 0 und 50 Meter Tiefe zu finden. Andere können in Tiefen von bis zu 1380 Meter vordringen, sind aber meist in Tiefen zwischen 200 und 400 Meter Tiefe zu finden. Das besiedelte Substrat unterscheidet sich entsprechend ebenfalls. Generell leben Pandalus-Arten eher auf sandigem Grund. Pandalus gilt als stenohalin sowie stenotherm und präferiert niedrige Temperaturen und hohe Salzwerte. Allerdings finden sich Arten von Pandalus auch in Ästuaren.

## Fortpflanzung
Pandalus-Arten sind protandrische Hermaphroditen, was bedeutet, dass sie sich zunächst als Männchen fortpflanzen und dann einen Geschlechtswechsel vollziehen. Dies geschieht üblicherweise in einem Alter von einem Jahr, nachdem ein Individuum in seiner ersten Fortpflanzungssaison Weibchen begattet hat. Seltener ist das Phänomen, dass sich Juvenile direkt als Weibchen entwickeln, oder dass sich Männchen über mehrere Saisonen hinweg fortpflanzen. Unterscheiden lassen sich Männchen, Übergangsphase und Weibchen durch Merkmale der Pleopoden. Beim zweiten Paar der Weibchen besitzt der Endopodit einen Appendix interna, der einen kleinen Hakenfortsatz trägt. Bei Männchen befindet sich zusätzlich ein Appendix masculina zwischen Appendix interna und Endopodit. Der Endopodit des ersten Pleopods ist bei Männchen eher rund-blattförmig, jener der Weibchen eher lanzettlich. Während der Phase des Geschlechtswechsels degeneriert der Appendix interna des ersten Pleopodenpaars und ist bei Weibchen nicht mehr vorhanden.
Die Begattung erfolgt meist im Herbst bis frühen Winter, die Larven schlüpfen im Frühling bis frühen Sommer. Kurz nachdem sich ein Weibchen gehäutet hat, versuchen Männchen auf deren Rücken zu gelangen. Werden sie nicht abgeworfen, schiebt das Männchen sein Abdomen unter den des Weibchens und platziert die Spermatophoren zwischen die letzten beiden Schreitbeinpaare. Die Begattung dauert meist nur wenige Minuten, manchmal können auch mehrere Männchen ein Weibchen begatten. Anschließend steht das Weibchen in gekrümmter Haltung auf den ersten drei Schreitbeinpaaren und führt mit den vierten und fünften Paar die Eier vom Oviductus an den Spermatophoren vorbei, befruchtet sie so, und befestigt sie an den Pleopoden. Dieser Prozess dauert bis zu 2,5 Stunden. Je nach geographischer Breite kann diese saisonale Fortpflanzung variieren. So laichen Weibchen in nördlicheren Habitaten meist nur alle zwei Jahre.
Je nach Wassertemperatur dauert die Inkubation zwischen 5 und 10 Monate. Larven schlüpfen nachts. Weibchen unterstützen die Verbreitung durch schwimmen und stetiges Bewegen des Abdomens, während die Larven schlüpfen. In der Regel sind alle Larven während einer Nacht geschlüpft, es kann bei manchen Arten aber auch mehrere Tage andauern. Larven von Pandalus sind wahrscheinlich planktisch, bei zwei Arten waren Larven bereits kurz nach dem Schlupf Teil des Benthos.

## Beute und Prädatoren
Garnelen dieser Gattung sind tagsüber opportunistische Alles- und Aasfresser im Benthos. In den Mägen von Pandalus wurden höchst diverse Beutetiere gefunden, darunter Vielborster, Weichtiere, Stachelhäuter sowie andere benthische Krebstiere, etwa Cumacea oder Flohkrebse. Nachts schwimmen Pandalus-Garnelen und sind dann Prädatoren von Makroplankton im Pelagial, etwa von Ruderfußkrebsen, Schwebegarnelen und Pfeilwürmern.
Pandalus-Arten sind Beute einiger Fischarten. Im Atlantik zählen zu ihren Prädatoren vor allem der Kabeljau und andere Dorsche, wie etwa Gadus merlangus oder der Franzosendorsch (Trisopterus luscus). Außerdem sind Pandalus-Arten Beutetiere von Lycodes seminudus, Vahls Wolfsfisch (Lycodes vahli), Silberhecht (Merluccius bilinearis), Myxine glutinosa oder Schwarzer Heilbutt (Reinhardtius hippoglossoides) sowie Raja radiata. Neben Fischen sind auch Vögel und Säuger Prädatoren dieser Garnelen, u. a. Dickschnabellumme (Uria lomvia), Seehund (Phoca vitulina), Ringelrobbe (Phoca hispida), Bartrobbe (Erignathus barbatus), Sattelrobbe (Phoca groenlandica) und Weißwal (Delphinapterus leucas).
Im Pazifik zählen zu den Prädatoren der Pazifische Kabeljau (Gadus macrocephalus), Atheresthes stomias, Hippoglossoides elassodon, Hypoglossus stenoloepis, Pazifische Kliesche (Limanda aspera) und der Pazifische Pollack (Theragra chalcogramma).

## Taxonomie
William Elford Leach beschrieb Pandalus im Jahr 1814 in der von David Brewster herausgegebenen Edinburgh Encyclopædia. Typspezies ist Pandalus montagui. Nicht unüblich für die von Leach beschriebenen Taxa gibt es keinen Hinweis auf die Bedeutung des Gattungsnamens.
Pandalus im alten Sinne war, wie schon länger vermutet, ein paraphyletisches Taxon, das eine untergeordnete Klade mit den Arten der ehemaligen Gattung Pandalopsis mit umfasst. Die beiden früheren Gattungen haben protandrischem Hermaphroditismus und viele morphologische Details gemein. Zur Unterscheidung dienten die ersten beiden Paare der Schreitbeine: bei Pandalus im älteren Sinne ist die bauchseitige, flächige Erweiterung des Ischiums des ersten Schreitbeins nur gering ausgeprägt und trägt bauchseitig einige Zähnchen. Weiterhin ist der Propodus des ersten Schreitbeins schlank konisch. Das zweite Schreitbeinpaar ist deutlich ungleich. Bei den früher zu Pandalopsis gerechneten Arten hingegen ist die bauchseitige, flächige Erweiterung des Ischiums des ersten Schreitbeins sehr breit, mit Härchen versehen und ohne Zähnchen. Der Prodopus des ersten Schreitbeins ist seitlich eingedrückt und das zweite Schreitbeinpaar ist eher gleichförmig bis wenig ungleich. Genetische und morphologische Untersuchungen haben dann ergeben, dass zwar die Arten von Pandalopsis eine monophyletische Klade ergeben würden, diese aber tief in die Gattung Pandalus eingeschachtelt ist (also keine Schwestergruppe), was Pandalus bei deren Anerkennung paraphyletisch machen würde.
Die Gattung umfasst, in heutiger Umschreibung, etwa 40 Arten. Als Unterscheidungsmerkmale der Arten von Pandalus dienen vor allem die relative Länge des Rostrums, die Zahl der Zähne bzw. Stachel auf dem Rostrum, Position des hintersten Stachels auf dem Carapax, die Zahl der Stacheln am seitlichen Rand des Telsons, die relative Länge des Dactylus des dritten und vierten Schreitbeins sowie seine Bewährung und die relative Länge des Merus des dritten Schreitbeins. Zusätzlich kann die Farbgebung sowie -musterung hinzugezogen werden, die bei lebenden Tieren charakteristisch erscheint.